# 張革
張 革（チャン・ヒョク、朝鮮語: 장혁、1966年7月25日 - ）は、朝鮮民主主義人民共和国の政治家。鉄道相、朝鮮労働党中央委員会委員などを歴任した。

## 経歴
1966年に生まれた。出生地は不明。就任時期は不明であるが、鉄道省第1副相に任命され、2015年7月に鉄道相に任命された。2016年5月9日に開催された朝鮮労働党第7次大会で朝鮮労働党中央委員会委員に選出された。同年6月にロシアを訪問し、ロシア鉄道公社社長と会談。その後、アゼルバイジャンで開催された鉄道国際協力機構閣僚会議に参加した。2018年9月19日に、南北首脳会談のため訪朝した韓国の文在寅大統領と、崔龍海副委員長によって行われた記念植樹に参加した。2019年3月に最高人民会議第14期代議員に選出され、同年4月11日に開催された最高人民会議第14期第1回会議で、鉄道相に再任された。
2021年1月5日から開催された朝鮮労働党第8次大会で行われた党中央委員から脱落。1月17日に開催された最高人民会議第14期第4回会議で鉄道相を解任された。

## 参考サイト
북한정보포털
| 先代全吉寿 | 鉄道相2015年 - 2021年 | 次代張春成 |